# Libanesischer Elite Cup 2005
Der Libanesische Elite Cup 2005 war die zehnte Austragung dieses Fußballturniers. Die vier besten Mannschaften aus der libanesischen Premier League und die beiden Pokalfinalisten nahmen daran teil. Titelverteidiger war der Nejmeh Club. Dieser sicherte sich auch mit einem 3:0-Sieg im Finale gegen al-Ansar zum wiederholten und damit insgesamt siebten Mal den Titel.

## Qualifizierte Mannschaften
| Verein           | Platzierung der Saison 2004/05 |
| ---------------- | ------------------------------ |
| Nejmeh Club      | Erster                         |
| al-Ansar         | Zweiter                        |
| al Ahed          | Dritter & Pokalsieger          |
| Tripoli SC       | Vierter & Pokalfinalist        |
| Safa SC Beirut   | Fünfter                        |
| Tadamon Sur Club | Sechster                       |

## Gruppenphase

### Gruppe A
| Pl. | Verein           | Sp. | S | U | N | Tore    | Diff. | Punkte |
| --- | ---------------- | --- | - | - | - | ------- | ----- | ------ |
| 1.  | al-Ansar         | 2   | 1 | 1 | 0 | 008:200 | +6    | 04     |
| 2.  | Safa SC Beirut   | 2   | 1 | 1 | 0 | 004:300 | +1    | 04     |
| 3.  | Tadamon Sur Club | 2   | 0 | 0 | 2 | 001:800 | −7    | 0      |

| Datum             |                  | Ergebnis |                |
| ----------------- | ---------------- | -------- | -------------- |
| Fr, 14. Okt. 2005 | Safa SC Beirut   | 2:2      | al-Ansar       |
| Mi, 19. Okt. 2005 | Tadamon Sur Club | 1:2      | Safa SC Beirut |
| So, 23. Okt. 2005 | Tadamon Sur Club | 0:6      | al-Ansar       |

### Gruppe B
| Pl. | Verein      | Sp. | S | U | N | Tore    | Diff. | Punkte |
| --- | ----------- | --- | - | - | - | ------- | ----- | ------ |
| 1.  | Nejmeh Club | 2   | 2 | 0 | 0 | 009:300 | +6    | 06     |
| 2.  | al Ahed     | 2   | 1 | 0 | 1 | 010:500 | +5    | 03     |
| 3.  | Tripoli SC  | 2   | 0 | 0 | 2 | 003:140 | −11   | 0      |

| Datum             |             | Ergebnis |             |
| ----------------- | ----------- | -------- | ----------- |
| Sa, 15. Okt. 2005 | Nejmeh Club | 6:1      | Tripoli SC  |
| Do, 20. Okt. 2005 | al Ahed     | 8:2      | Tripoli SC  |
| Di, 1. Nov. 2005  | al Ahed     | 2:3      | Nejmeh Club |

## Finalrunde
|  | Halbfinale | Halbfinale     | Halbfinale |  |  | Finale | Finale      | Finale |
|  |            |                |            |  |  |        |             |        |
|  |            |                |            |  |  |        |             |        |
|  | A1         | al-Ansar       | 2          |  |  |        |             |        |
|  | B2         | al Ahed        | 1          |  |  |        |             |        |
|  |            |                |            |  |  | A1     | al-Ansar    | 0      |
|  |            |                |            |  |  | B1     | Nejmeh Club | 3      |
|  | A2         | Safa SC Beirut | 0          |  |  |        |             |        |
|  | B1         | Nejmeh Club    | 3          |  |  |        |             |        |
|  |            |                |            |  |  |        |             |        |

### Halbfinale
| Datum            |             | Ergebnis |                |
| ---------------- | ----------- | -------- | -------------- |
| Fr, 4. Nov. 2005 | Nejmeh Club | 3:0      | Safa SC Beirut |
| Sa, 5. Nov. 2005 | al-Ansar    | 2:1      | al Ahed        |

### Finale
| Datum            |             | Ergebnis  |          |
| ---------------- | ----------- | --------- | -------- |
| Di, 8. Nov. 2005 | Nejmeh Club | 3:0 (1:0) | al-Ansar |